# HV Aeolus
Aeolus is een handbalvereniging uit Wildervank in Groningen. De vereniging werd op 26 augustus 1947 opgericht. De wedstrijden en trainingen worden gehouden in de plaatselijke Wildervanckhal.
In het seizoen 2020/2021 komt het eerste damesteam uit in de Regio Tweede Klasse.